# Call for papers
Der englischsprachige Ausdruck call for papers (deutsch „Aufruf, Artikel einzureichen“; „Aufruf zur Einreichung von Beiträgen“) ist eine Aufforderung, Artikel oder andere Beiträge zur Veröffentlichung (und gegebenenfalls Vorstellung) einzureichen. In der Regel erfolgt anschließend ein Review-Verfahren und nur ausgewählte Beiträge werden gegebenenfalls nach einer Überarbeitung veröffentlicht.
Ein call for papers wird zumeist vor einer wissenschaftlichen Konferenz oder einer Ausgabe einer wissenschaftlichen Zeitschrift verbreitet. Er enthält Angaben über den Themenbereich der einzureichenden wissenschaftlichen Arbeiten (das heißt Disziplin sowie Sinn und Ziel der Konferenz bzw. der Zeitschrift), Anforderungen an das Format (Zeichenbegrenzung, Formatierungsvorgaben, Sprache), den Weg der Einreichung, die Einreichungsfrist und die weiteren Schritte bezüglich Peer-Review und Veröffentlichung. Dieser Aufruf wird in der Regel einige Monate vor der Tagung oder dem Publikationsdatum der Zeitschrift veröffentlicht, heute meist über die Website der Veranstalter, E-Mail-Listen, CfP-Datenbanken (z. B. oder) und Fachzeitschriften.
Neben dem eigentlichen wissenschaftlichen Beitrag (englisch „paper“) ist in der Regel eine Zusammenfassung (Abstract) einzureichen. Zusätzlich sind Schlagworte zur besseren Auffindbarkeit anzugeben. Bei Postersessions ist in der Regel neben dem Poster auch ein Papier zu verfassen.
Davon zu unterscheiden ist der Ausdruck call for participation (deutsch „Aufruf zur Mitwirkung“), bei dem die aktive Teilnahme oder Mitwirkung das Ziel der Aufforderung ist. Häufig wird der Begriff im Kontext von wissenschaftlichen Konferenzen, Workshops und anderen Formaten gebraucht. In der Regel wird eine aktive Teilnahme und eventuell eine verbindliche Anmeldung dazu aber keine Vorbereitung oder gar Einreichung vorab erwartet.